# Kypinowo (obwód Wielkie Tyrnowo)
Kypinowo (bułg. Къпиново) – wieś w Bułgarii, w obwodzie Wielkie Tyrnowo, w gminie Wielkie Tyrnowo. W 2024 roku liczyła 360 mieszkańców.

## Zabytki
Obok wsi odkopano tracki kopiec z inskrypcją opublikowaną przez Dianę Gergową. W pobliżu wsi, nad Weseliną, znajduje się Kypinowski monastyr.

## Kultura
We wsi odbywa się coroczny festiwal rockowy, który tradycyjnie otwiera letni sezon rockowy. Jej frekwencja sięgnęła 12 000 motocyklistów z kraju i zagranicy.